# Meister Zufall und die Herrscher der Elemente
Meister Zufall und die Herrscher der Elemente (englisch Masters of the Elements, niederländisch Meesters van Macht) ist ein Adventure-Game, das von der niederländischen Firma IJSFontein produziert wurde und im November 1997 für die Plattformen Windows-PC und Macintosh freigegeben wurde. In deutscher und englischer Version wurde dieses Spiel durch die Verlage Tivola und VNU Interactive veröffentlicht, im Französischen durch Éditions Gallimard, im Belgischen durch Van In und im Niederländischen durch Bombilla.

## Entwicklung
Die Entwickler des Spiels sind Sander Hassing, Willem Huisman und Hayo Wagenaar. Hierbei übernahm Sander Hassing die Programmierung, Willem Huisman die Organisation und Hayo Wagenaar die Zeichnungen der Bilder. Das Konzept des Spiels wurde von der Abteilung InteractionDesign in der Schule der Künste in Utrecht entworfen. Die Bearbeitung der Geräusche wurde durch Ice fountain ausgeführt.

## Spielverlauf
Das Spiel Meister Zufall und die Herrscher der Elemente handelt von Rätseln in einem Bergschloss und dem Garten des Zufalls, die mit Geschicklichkeit und Glück absolviert werden müssen. Im Schloss leben die fünf Herrscher, die die physikalischen Elemente Schwerkraft, Wärme, Licht, Zeit und Elektrizität bändigen. Nur Meister Zufall lebt jenseits vom Schloss im Garten des Zufalls und besitzt eine Katze. Diese verwandelte sich selbst eines Tages in einen Katzenball. Der Spieler hat die Aufgabe, über das Lösen der Rätsel den Ball wieder zur Katze zurückzuverwandeln.
Zu Beginn des Spiels befindet sich ein Tutorial mit einem Maulwurf, der dem Spieler das Spiel erklärt. Dieser lässt den Spieler den weißen Handschuh als Cursor annehmen. Danach wird die Geschichte über die Rollen und die große Aufgabe erzählt. Darauf befindet man sich in den Wolken über dem Raum der Schwerkraft und beginnt das Spiel. Während des Spiels sind in fünf Räumen über die jeweiligen Elemente verschiedene physikalische Rätsel zu lösen. Über die Haupträtsel muss der Spieler meist in Begleitung des blauen Handschuhs zu den vom Garten des Zufalls handelnden Seiten gelangen. Über die Nebenrätsel erwirbt der Spieler insgesamt zehn Kleeblätter, die dem Spieler im Garten des Zufalls Glück bringen.

## Orte im Spiel
- Raum der Schwerkraft

Der Raum der Schwerkraft ist wie ein Zirkus gestaltet. Ihn besitzt der Herrscher der Schwerkraft, welcher der Bruder vom Herrscher der Wärme und Onkel von der Herrscherin der Elektrizität ist. Der Ring befördert den Spieler durch Aktivierung vom schwebenden Zustand in den Wolken hin zum Schwerkraftzustand in den Zirkus. In diesen Raum gelangt man auch über jedes Kapitel durch die jeweils letzte Seite. Die Buchseite über den Garten des Zufalls ist über die Balkenwaage mit den Kugeln erreichbar. Die Objekte der Teleportation sind das Spiegelei bei den Jonglierkegeln zum Raum der Wärme, das bemalte Papier zum Raum des Lichts und die Kuckucksuhr zum Raum der Zeit. Im Raum der Schwerkraft Raum befinden sich drei Kleeblätter. Zwei von ihnen sind bei den Balanciergegenständen, dem Steckenpferd und dem Bleistift erreichbar, beim dritten Kleeblatt muss der Katzenball zum Fenster geworfen werden.
- Raum der Wärme

Der Raum der Wärme ist eine Küche. Ihn besitzt der Herrscher der Wärme, welcher der Ehegatte von der Herrscherin des Lichts und der Vater der Herrscherin der Elektrizität ist. Durch Aktivierung des Ringes entsteht aus einem eisgefrorenen Raum eine warme Küche. Die Buchseite über den Garten des Zufalls ist über den Heißluftballon mit dem Ring erreichbar. Die Objekte der Teleportation sind das Trinkglas zum Raum des Lichts, der Küchenwecker zum Raum der Zeit und das Besteck zum Raum der Elektrizität. Im Raum der Wärme befinden sich zwei Kleeblätter. Eines ist bei der Müslipackung und beim anderen muss ein Streichholz an der Herdflamme angezündet werden.
- Raum des Lichts

Der Raum des Lichts ist eine Kunstgalerie. Ihn besitzt die Herrscherin des Lichts, welche die Mutter von der Herrscherin der Elektrizität ist. Der Ring lässt durch Aktivierung den komplett dunklen Raum am Tag hell erleuchten, in der Nacht ist der Raum des Lichts jedoch dunkel. In diesem Raum werden tagsüber die Herrscher durch Anklicken der Bilder erklärt. Die Buchseite über den Garten des Zufalls ist nur während der hellen Tageszeit über die Fledermaus bei der Glasflasche erreichbar, wofür man vorher das Licht mit den Spiegeln auf den Glasflaschenbereich lenken muss. Die Objekte der Teleportation sind der Siegesbild zum Raum der Schwerkraft, der Kronleuchter zum Raum der Zeit, das Bild von der Tochter zum Raum der Elektrizität. Im Raum des Lichts befinden sich vier Kleeblätter. Zwei von ihnen sind nur nachts bei der Glasflasche durch das Einfangen der Leuchtkäfer erreichbar, eines kann nur tagsüber durch das Auffangen des Aquarienfisches erlangt werden eines erhält man zu jeder Tageszeit durch Ziehen der Rotgrünbrille auf das Bild mit dem magentafarbenen Vogel.
- Raum der Zeit

Der Raum der Zeit ist eine Art Uhrwerk mit Holzbalken. Ihn besitzt der Herrscher der Zeit, welcher der Großvater von der Herrscherin der Elektrizität ist. Durch Aktivierung des Ringes entwickelt sich der leblose auf Fotos gezeigte Raum zum belebten Raum. Die Buchseite über den Garten des Zufalls ist nach einer sehr langen Zeit des Wartens über die Pflanzenranke erreichbar. Die Objekte der Teleportation sind das große Zahnrad zum Raum der Schwerkraft, die Bahnhofshütte zum Raum der Wärme und die Zugschranke durch zeitliches Abstimmen mit dem fahrenden Zug zum Raum der Elektrizität. Im Raum der Wärme befindet sich kein Kleeblatt.
- Raum der Elektrizität

Der Raum der Elektrizität ist ein Kinderzimmer. Ihn besitzt die Herrscherin der Elektrizität, welche ein kleines Mädchen ist. Dieser ist der einzige Raum, für welchen der Ring nicht aktiviert werden muss, aber er muss auf die Batterie zum Aufladen dieser gerichtet werden. Es ist auch der einzige Raum, in welchem nicht der Katzenball und nicht der blaue Handschuh auftauchen. Die Buchseite über den Garten des Zufalls ist über den Aufzug nach der Aktivierung mit der Drahtschleifenbrücke erreichbar. Die Objekte der Teleportation sind der Aufzug nach Erwerb der Seite durch wiederholtes Hochfahren zum Raum der Schwerkraft, das Kabel des Mixers zum Raum der Wärme und die Sternfläche an der Zimmerwand zum Raum des Lichts. Im Raum der Elektrizität befindet sich ein Kleeblatt. Es kann durch Anschließen der aktiven Kabel an den Mixer erworben werden.
- Garten des Zufalls

Der Garten des Zufalls enthält einen großen Teich, auf welchem der Spieler spielen muss. Ihn besitzt der Meister Zufall, welcher zugleich auch der Erzähler ist und nur auf dem Deckblatt des Spiels abgebildet wird. Im Garten des Zufalls stehen vier Aufgaben auf den Bühnen des Teichs zur Auswahl, von welchen drei absolviert werden müssen. Diese vier Aufgaben sind das Jonglieren von Kegeln, das Balancieren des Steckenpferds, das Einfangen der Leuchtkäfer und das Auffangen von Leuchtbirnen. Durch längere Durchführung einer Aufgabe erscheint hinter der jeweiligen Bühne ein Pfad aus runden Sprungflächen über dem Teich, wobei mit der Zeit immer eine Fläche hinzukommt. Die jeweils letzte Sprungfläche entscheidet über den weiteren Verlauf des Kurses. Zu den Sprungflächen zählen Flächen mit Pfeilen, Flächen des Scheiterns, Flächen mit Würfel und Flächen mit einer über alles oder nichts entscheidenden Yin-und-Yang-Scheibe. Am Ende landet man am Ufer und man muss ins Baumhaus zu den drei Zauberhüten emporsteigen, um den Ball wieder zur Katze zu verwandeln.

## Rezeption
Meister Zufall und die Herrscher der Elemente gewann 1999 einen BAFTA Award in der Kategorie „Learning“.